# Jules-Édouard Moustic
Pour les articles homonymes, voir Moustique (homonymie) et Borde.
Cet article concerne l'humoriste et journaliste français Christian Borde, alias Jules-Édouard Moustic. Pour le physicien français, voir Christian Bordé.
Christian Borde, né le 26 octobre 1951 à Antony, est un humoriste et journaliste français.
Il est principalement connu pour avoir interprété, depuis le début des années 1990 jusqu'à la fin de 2018, sur la chaîne Canal+, le rôle de Jules-Édouard Moustic, un présentateur parodique de journal télévisé dans les émissions ayant pour cadre le Groland.

## Biographie

### Débuts de carrière
D'abord journaliste de radio, Christian Borde débute à Radio Andorre au début des années 1970, puis travaille pendant plus de dix ans à Radio Monte-Carlo.[réf. souhaitée]
C'est Alain Chabat qui lui donne envie de quitter RMC pour écrire des sketches et ainsi devenir auteur pour Les Nuls entre 1987 et 1992. Il écrit ainsi pour les émissions A.B.C.D. Nuls, Histoire(s) de la télévision et Les Nuls L'émission. Il écrit aussi des fausses pubs et joue dans quelques-unes.[réf. souhaitée]
De 1988 à 1989, il écrit également des sketches pour Les Guignols de l'info.[réf. souhaitée]

### L'aventure Groland
En 1992, Christian Borde anime dans l'émission Ce soir avec les Nouveaux la rubrique Les Nouvelles, premier avatar de l'univers du Groland. Parodiant ses expériences à Andorre et à Monaco, Borde imagine Groland comme un micro-État européen au fonctionnement quelque peu étrange qui tenterait d'animer un média aux ambitions internationales, sans en maîtriser les paramètres ni en avoir les moyens.[réf. souhaitée]
Passé ensuite dans l'émission Nulle part ailleurs sous différents titres — Les Nouvelles Neuves, puis CANAL International, puis Le 20 h 20 — le Groland devient l'univers satirique d'émissions à part entière : Groland Sat, 7 jours au Groland, Bienvenue au Groland, Groland Magzine, Groland.con, Made in Groland et Groland Le Zapoï.
Plus largement, les émissions tournant autour du Groland se veulent un pastiche de la France contemporaine, avec un penchant particulier pour les petites villes rurales. Christian Borde y incarne Jules-Édouard Moustic, le présentateur du journal télévisé grolandais, au comportement flagorneur et qui fait à chaque fois un éloge appuyé au Président Salengro, le président à vie du Groland. Durant ses interventions, Moustic a pour interlocuteurs récurrents les journalistes Michael Kael (Benoît Delépine), un correspondant international calamiteux et obsédé sexuel, ainsi que Francis Kuntz, un journaliste de proximité politiquement très incorrect et Gustave (de) Kervern, un correspondant local notoirement alcoolique.
Il arrête d'incarner Groland en septembre 2018, restant au générique jusqu'en mars 2019, date à laquelle il quitte Canal+ après vingt-cinq ans de présence à l'antenne et trente années dans l'entreprise,.

### Autres activités
En décembre 2008 Christian Borde joue au théâtre du Rond-Point un spectacle de one-man-show qu'il a écrit, Moustic en gros, mis en scène par Ahmed Hamidi.[réf. souhaitée]
Il est aussi acteur du court-métrage Le Meilleur Ami de l'homme, comédie sentimentale de Vincent Mariette dans laquelle il interprète l'agent de sécurité, maître d'« Œdipe », son chien de garde végétarien et homosexuel.

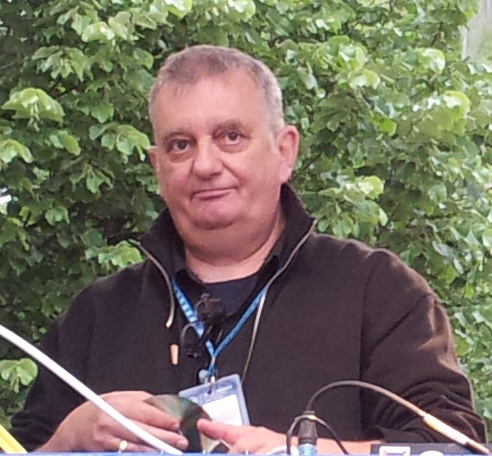
Jules-Édouard Moustic mixant aux Nuits Sonores en 2013 aux Subsistances.

À compter du 24 mars 2012, il anime sur Mouv' le Mouv'stic mix, une émission durant laquelle il délivre une playlist originale.
Il est aussi à l'initiative du festival de musique Black and Basque à Bayonne, au lieu-dit La Poterne ; un festival regroupant la musique, les arts graphiques, la photographie et la littérature, provenant des cultures noires et basque.

### Vie personnelle
Depuis plusieurs années, Christian Borde habite la petite ville balnéaire de Guéthary, dans les Pyrénées-Atlantiques.[réf. souhaitée]
Passionné de musique, il aime la faire partager avec ses auditeurs basques « du nord » (ceux du côté français) sur les ondes pirates de sa radio « I Have A Dream » (radio relancée en octobre 2017 sur internet).

## Résumé de carrière

### Publications
- 2000 : La Famille Patate (préf. Jean Pailler, ill. Zoé Do), Atlantica, Biarritz, 64 p.  (ISBN 2-84394-257-8)
- 2003 : Journal de moi, Flammarion, Paris, 212 p.  (ISBN 2-08-068518-X)

### Acteur
- 1987 : Cinématon #978 de Gérard Courant
- 1997 : Amour et Confusions de Patrick Braoudé
- 1998 : Michael Kael contre la World News Company de Christophe Smith
- 2004 : Le Plaisir à 20 ans[9], de Yannick Perrin : lui-même (version télé uniquement)[10]
- 2012 : L'amour dure trois ans de Frédéric Beigbeder
- 2015 : Groland le gros métrage, de Jules-Édouard Moustic et Benoît Delépine

### Auteur-réalisateur
- 2015 : Groland le gros métrage, avec Benoît Delépine